# Dustin Cook
Dustin Cook (* 2. November 1989 in Ottawa) ist ein ehemaliger kanadischer Skirennläufer, dessen stärkste Disziplinen der Super-G und der Riesenslalom waren. Er gewann in der Saison 2009/2010 die Gesamt- und Super-G-Wertung des Nor-Am Cups. Sein größter Erfolg war der Gewinn der Silbermedaille im Super-G bei den Weltmeisterschaften 2015 in Vail/Beaver Creek.

## Biografie
Dustin Cook bestritt seine ersten FIS-Rennen im Dezember 2004. Nachdem er im März 2006 die ersten FIS-Rennen gewonnen hatte, startet er seit der Saison 2006/2007 auch im Nor-Am Cup. Von 2007 bis 2009 nahm er an drei Juniorenweltmeisterschaften teil und erreichte als bestes Ergebnis den neunten Platz in der Abfahrt 2009. In den ersten Jahren im Nor-Am Cup musste Cook viele Ausfälle hinnehmen und kam nur selten unter die besten 20. Im Winter 2008/09 verbesserten sich seine Resultate zusehends. In den Disziplinen Slalom, Riesenslalom und Super-G erreichte er acht Top-10-Platzierungen und mit dem dritten Platz im Riesenslalom von Panorama am 17. Dezember 2008 stand er erstmals auf dem Siegerpodest der besten drei. In der Gesamtwertung machte er einen großen Sprung nach vorne und belegte Rang acht, ebenso war er im Super-G- und Riesenslalomklassement erstmals unter den besten zehn zu finden.
Sehr beständig zeigte sich Cook in der Nor-Am-Cup-Saison 2009/10. War er im letzten Winter noch in jedem dritten Wettbewerb ausgefallen, beendete er nun fast alle Rennen im Ziel und kam bis auf eine Ausnahme immer unter die schnellsten 20. In allen Disziplinen, außer dem Slalom, fuhr er insgesamt elfmal in die Top 10 und in fünf Rennen unter die besten drei. Den einzigen Sieg feierte er am 17. Dezember 2009 im Super-G von Panorama. Dank seiner Konstanz schlug Dustin Cook in der Gesamtwertung den US-Amerikaner Will Brandenburg, der zwar vier Saisonrennen gewann aber deutlich öfter ausfiel, um knappe zwei Punkte und gewann den Nor-Am Cup, womit er sich einen Weltcup-Fixstartplatz in allen Disziplinen für die nächste Saison sicherte. Auch die Super-G-Wertung entschied er für sich.
Sein Weltcupdebüt gab Cook am 27. November 2010 in der Abfahrt von Lake Louise. Die ersten Weltcuppunkte gewann er am 14. Januar 2011 als 28. der Super-Kombination von Wengen, danach blieb er im Weltcup bis Ende der nächsten Saison wieder ohne Punkte. Im Nor-Am Cup gewann er in der Saison 2010/11 zwei Rennen. In der Super-G-Wertung erreichte er den dritten, in der Abfahrtswertung den vierten und in der Gesamtwertung den fünften Rang. Im nächsten Winter 2011/12 erzielte Cook mit vier Podestplätzen den dritten Platz in der Abfahrtswertung sowie jeweils Rang sechs in der Gesamt- und Riesenslalomwertung des Nor-Am Cup. In der Saison 2014/15 erzielte Cook mit Platz 12 in den Super-G's von Beaver Creek und Gröden seine bisher besten Weltcupergebnisse.
Am 5. Februar 2015 gewann Cook bei den Weltmeisterschaften 2015 überraschend die Silbermedaille im Super-G. Etwas mehr als einen Monat später erzielte er in derselben Disziplin den ersten Podestplatz im Weltcup, als er am 8. März in Kvitfjell auf den dritten Platz fuhr. Elf Tage später gewann er in beim Weltcupfinale in Méribel im Super-G sein erstes Weltcuprennen. Vor Beginn der Saison 2015/16 stürzte Dustin Cook beim Riesenslalomtraining im österreichischen Pitztal schwer und ging für die ganze Saison bei keinem Rennen an den Start.
Im Juli 2019 heiratete Cook seine langjährige Lebensgefährtin, die ehemalige US-amerikanische Skirennläuferin Abby Ghent. Anfang März 2020 gab er seinen Rücktritt vom Sport bekannt.

## Erfolge

### Olympische Spiele
- Pyeongchang 2018: 9. Super-G, 32. Abfahrt

### Weltmeisterschaften
- Vail/Beaver Creek 2015: 2. Super-G

### Weltcupwertungen
| Saison  | Gesamt | Gesamt | Super-G | Super-G | Riesenslalom | Riesenslalom | Kombination | Kombination |
| Saison  | Platz  | Punkte | Platz   | Punkte  | Platz        | Punkte       | Platz       | Punkte      |
| ------- | ------ | ------ | ------- | ------- | ------------ | ------------ | ----------- | ----------- |
| 2010/11 | 163.   | 3      | –       | –       | –            | –            | 53.         | 3           |
| 2012/13 | 126.   | 12     | 50.     | 3       | 44.          | 9            | –           | –           |
| 2014/15 | 30.    | 271    | 5.      | 239     | 30.          | 32           | –           | –           |
| 2016/17 | 88.    | 68     | 21.     | 68      | –            | –            | –           | –           |
| 2017/18 | 70.    | 86     | 17.     | 86      | –            | –            | –           | –           |
| 2018/19 | 107.   | 33     | 31.     | 33      | –            | –            | –           | –           |

### Weltcupsiege
- 2 Podestplätze, davon 1 Sieg:

| Datum         | Ort     | Land       | Disziplin |
| ------------- | ------- | ---------- | --------- |
| 19. März 2015 | Méribel | Frankreich | Super-G   |

### Nor-Am Cup
- Saison 2008/09: 8. Gesamtwertung, 7. Super-G-Wertung, 9. Riesenslalomwertung
- Saison 2009/10: 1. Gesamtwertung, 1. Super-G-Wertung, 4. Kombinationswertung, 6. Riesenslalomwertung
- Saison 2010/11: 5. Gesamtwertung, 3. Super-G-Wertung, 4. Abfahrtswertung, 10. Riesenslalomwertung
- Saison 2011/12: 6. Gesamtwertung, 3. Abfahrtswertung, 6. Riesenslalomwertung
- Saison 2013/14: 2. Gesamtwertung, 1. Riesenslalomwertung, 2. Super-G-Wertung, 5. Abfahrtswertung
- Saison 2019/20: 9. Abfahrtswertung
- 24 Podestplätze, davon 6 Siege:

| Datum             | Ort      | Land   | Disziplin    |
| ----------------- | -------- | ------ | ------------ |
| 17. Dezember 2009 | Panorama | Kanada | Super-G      |
| 15. Dezember 2010 | Panorama | Kanada | Riesenslalom |
| 15. Februar 2011  | Aspen    | USA    | Abfahrt      |
| 24. November 2013 | Loveland | USA    | Riesenslalom |
| 19. Dezember 2013 | Vail     | USA    | Riesenslalom |
| 13. März 2014     | Nakiska  | Kanada | Super-G      |

### Juniorenweltmeisterschaften
- Altenmarkt 2007: 28. Riesenslalom, 39. Super-G
- Formigal 2008: 31. Riesenslalom, 44. Abfahrt
- Garmisch-Partenkirchen 2009: 9. Abfahrt, 22. Slalom

### Weitere Erfolge
- 14 Siege in FIS-Rennen